# Чемпионат Европы по волейболу среди мужчин 2013 (составы)
На этой странице приведены составы команд, которые принимали участие на XXVIII чемпионате Европы среди мужчин в Дании и Польше.
В заявку команды на турнир разрешено включать 14 волейболистов, в заявку на матч — 12 игроков.

## Беларусь
Главный тренер: Виктор Сидельников

## Бельгия
Главный тренер: Доминик Байенс

## Болгария
Главный тренер: Камилло Плачи

## Германия
Главный тренер: Витал Хейнен

## Дания
Главный тренер: Фред Стурм

## Италия
Главный тренер: Мауро Берруто

## Нидерланды
Главный тренер: Эдвин Бенне

## Польша
Главный тренер: Андреа Анастази

## Россия
Главный тренер: Андрей Воронков

## Сербия
Главный тренер: Игор Колакович

## Словакия
Главный тренер: Штефан Хртянский (старший)

## Словения
Главный тренер: Лука Слабе

## Турция
Главный тренер: Эмануэле Дзанини

## Финляндия
Главный тренер: Туомас Саммельвуо

## Франция
Главный тренер: Лоран Тийи

## Чехия
Главный тренер: Стевард Бернард